# Miss Sixty

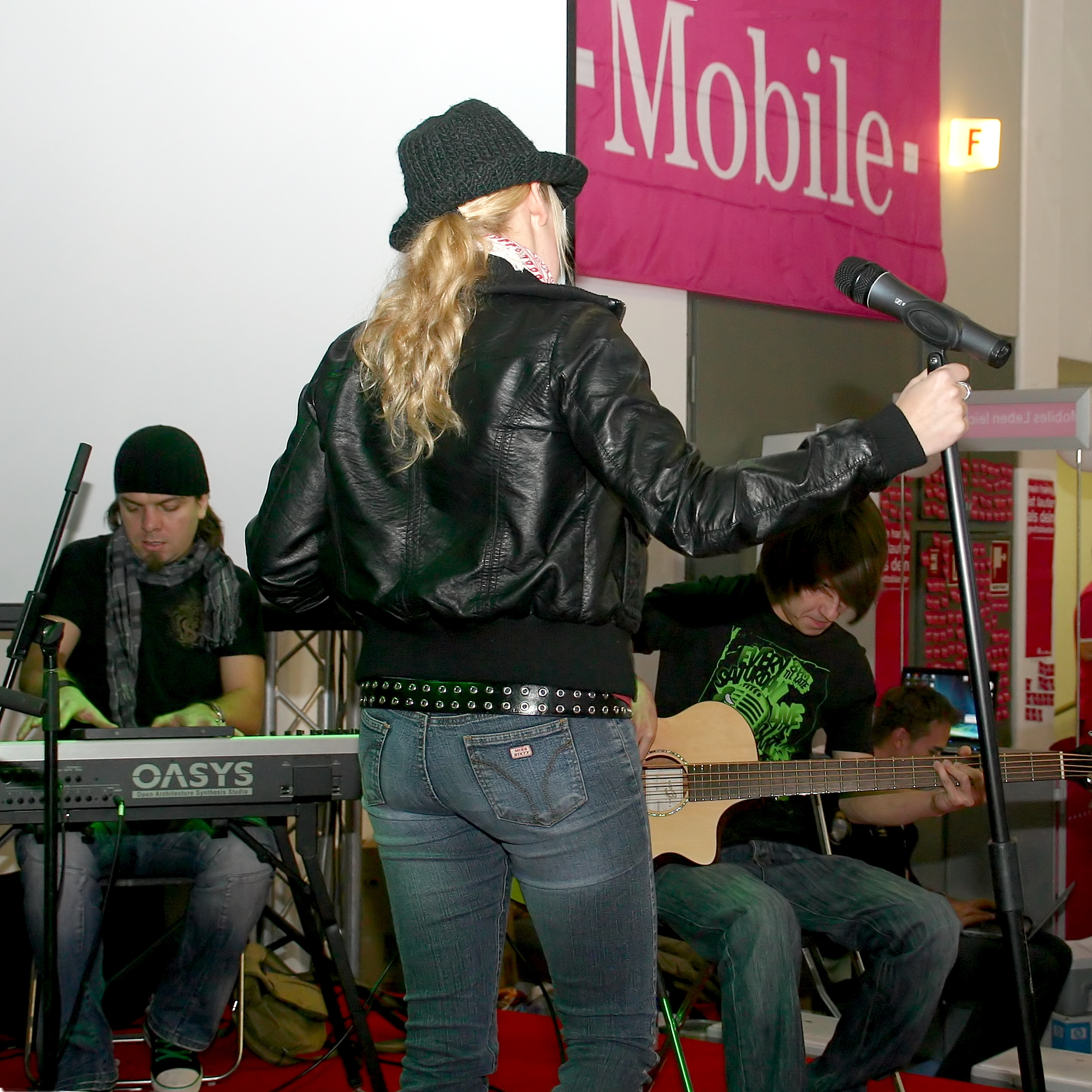
Jeans "Miss Sixty"

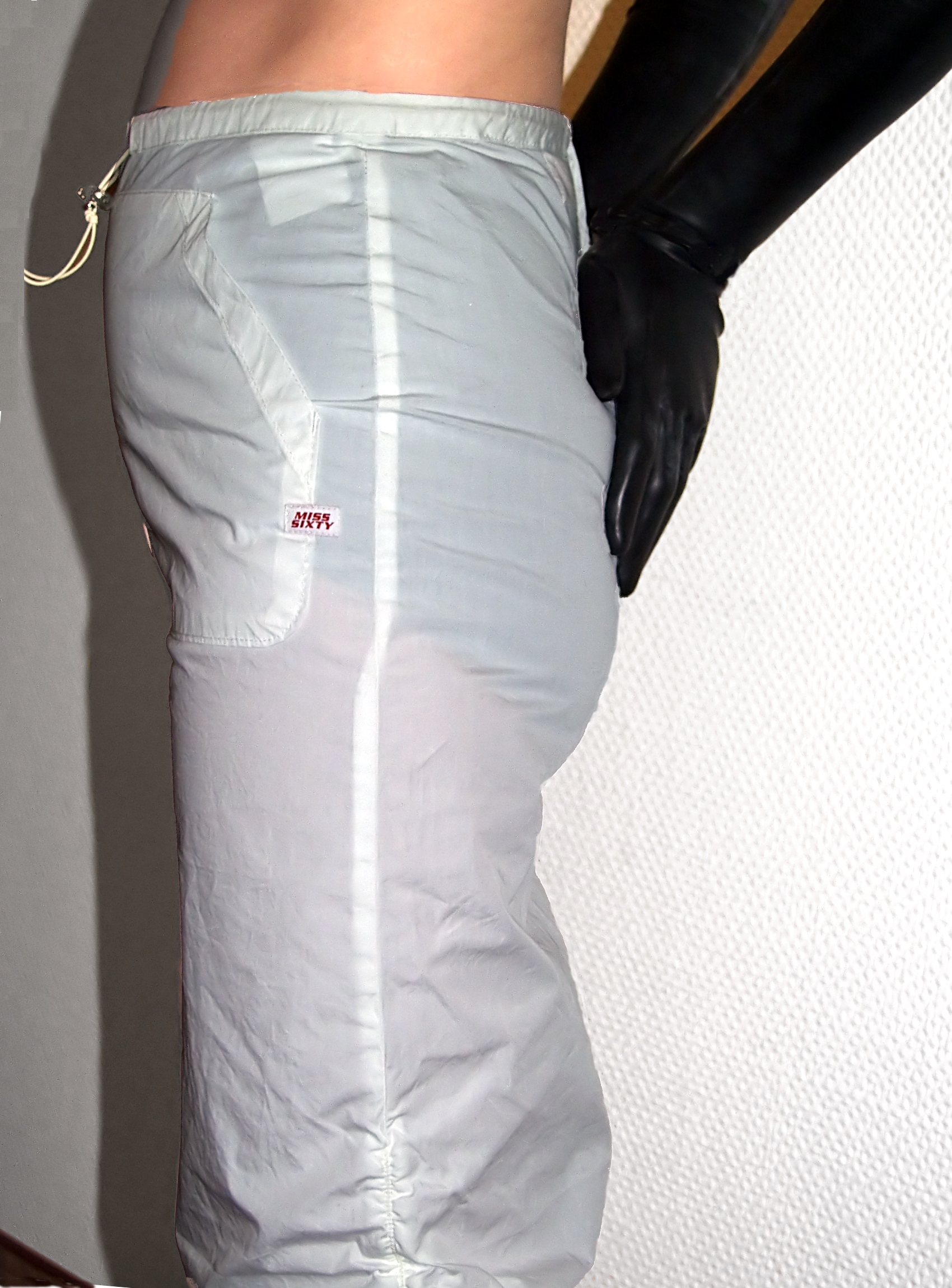
Kjol "Miss Sixty"

Miss Sixty, italienskt varumärke för damkläder från 1991, och sedermera även accessoarer. Bland annat kända för jeans. Varumärket ägs av Sixty Group SpA.